# Covariance de Matérn
Cet article court présente un sujet plus développé dans : variogramme et covariance.
En statistique, la fonction de covariance de Matérn, nommée d'après Bertil Matérn, est une fonction de covariance utilisée dans l'analyse statistique des espaces métriques. 

## Définition
Entre deux points séparés d'une distance d, la covariance de Matérn s'écrit:
{\displaystyle C_{\nu }(d)=\sigma ^{2}{\frac {2^{1-\nu }}{\Gamma (\nu )}}\left({\sqrt {2\nu }}{\frac {d}{\rho }}\right)^{\nu }K_{\nu }\left({\sqrt {2\nu }}{\frac {d}{\rho }}\right)} avec Γ la fonction gamma, Kν la fonction de Bessel modifiée de seconde espèce, ρ et ν des paramètres strictement positifs.
En prenant {\displaystyle \nu ={\frac {1}{2}}}, on retrouve la fonction de covariance exponentielle {\displaystyle C_{1/2}(d)=\sigma ^{2}{\rm {e}}^{-d/\rho }}.
En prenant {\displaystyle \nu \rightarrow \infty }, on retrouve la fonction de covariance gaussienne {\displaystyle C_{\infty }(d)=\sigma ^{2}{\rm {e}}^{-d^{2}/2\rho ^{2}}}.

## Densité spectrale
Le spectre de puissance d'un process à covariance de Matérn sur {\displaystyle \mathbb {R} ^{n}} est la transformée de Fourier (en dimension n) de la fonction de covariance de Matérn (par le théorème de Wiener-Khintchine), soit:
{\displaystyle S(f)=\sigma ^{2}{\frac {2^{n}\pi ^{n/2}\Gamma (\nu +{\frac {n}{2}})(2\nu )^{\nu }}{\Gamma (\nu )\rho ^{2\nu }}}\left({\frac {2\nu }{\rho ^{2}}}+4\pi ^{2}f^{2}\right)^{-\left(\nu +{\frac {n}{2}}\right)}.}